# Clássico dos Gigantes
Clássico dos Gigantes foi o nome eleito pelos leitores do jornal Lance! para o clássico de futebol brasileiro disputado entre os clubes cariocas Fluminense e Vasco da Gama, em 17 de maio de 2006, após mais de uma semana de participação dos torcedores dos dois clubes no site deste jornal.

## Introdução
Fluminense e Vasco, além de terem grandes torcidas frequentemente se confrontam em momentos decisivos e costumam levar grandes públicos em seus jogos, já tendo ocorrido públicos maiores de 100.000 pessoas por pelo menos onze vezes, os três maiores só se conhecendo o número de pagantes nos dias atuais, ou maiores do que 50.000 por pelo menos oitenta e oito até 2021. Ainda em 1952, uma multidão ficou de fora na vitória do Fluminense por 1 a 0, em 21 de setembro, pois a administração do Maracanã não teria mandado confeccionar ingressos suficientes. Apesar disso, foram registrados 123.059 torcedores presentes ao estádio naquele dia.
Tendo decidido entre si títulos de competições em dezenove ocasiões, em mais três Fluminense e Vasco compuseram a fase decisiva do Campeonato Carioca disputando jogos importantes para a definição dos títulos de campeão estadual. O momento mais importante do Clássico dos Gigantes foi a decisão do Campeonato Brasileiro de 1984, detendo estes oponentes oito títulos do Campeonato Brasileiro, sendo quatro para cada clube.
O Clássico dos Gigantes é o único clássico carioca que já teve partidas válidas pela Copa Libertadores da América.
Primeiro o Estádio de Laranjeiras do Fluminense e depois o Estádio de São Januário do Vasco, foram os dois grandes palcos do futebol carioca antes da inauguração do Estádio do Maracanã.

## História
O primeiro confronto deu-se em 11 de março de 1923, amistoso que teve vitória cruzmaltina por 3 a 2 no Campo da Rua Figueira de Melo, com dois gols de Negrito e um de Torterolli para o Vasco, com Henry Welfare assinalando os do Flu.
A primeira partida no Estádio das Laranjeiras foi em 20 de maio de 1923, e terminou com a vitória do Vasco por 1 a 0, partida esta válida pelo Campeonato Carioca, que teve 10.910 pagantes, números estes que não incluem os sócios do Fluminense e que geraram a renda de 27:368$500.
A primeira vitória tricolor aconteceu no Returno do Campeonato Carioca de 1925, por 5 a 1, no quinto jogo da história entre os dois clubes. Marcaram para o Fluminense, Nilo e Coelho II por duas vezes cada um, e Moura Costa, com Russinho descontando para o Vasco, com cerca de 30.000 torcedores presentes em Laranjeiras, segundo O Globo.
Já a primeira partida no Estádio de São Januário foi realizada em 3 de julho de 1927, e teve como resultado final o empate por 2 a 2, em uma partida disputadíssima, dentro e fora de campo, com o estádio cruzmaltino lotado igualmente com cerca de 30.000 espectadores, também válida pelo Campeonato Carioca.
Na única decisão do Torneio Início, o Vasco foi campeão ao vencer por 1 a 0, em 1931, com gol de Fausto, de pênalti, competição disputada em Laranjeiras.
No dia 7 de maio de 1933, foi disputado o primeiro grande clássico do regime profissional no Rio de Janeiro, com vitória tricolor por 3 a 1 em Laranjeiras, no qual "uma grande multidão acudiu ao stadium da Rua Álvaro Chaves", com o Jornal dos Sports afirmando que 30.000 torcedores estiveram em Laranjeiras, mais uma vez.
O Clássico dos Gigantes decidiu o Torneio Municipal em duas ocasiões, com o Vasco campeão em 1946 e o Fluminense em 1948. Em 1945, o Vasco sagrou-se campeão com uma rodada de antecedência contra o Fluminense, que não poderia sair campeão naquele jogo, mas viria a terminar posteriormente em segundo lugar.
O Vasco conquistou o Campeonato Sul-Americano de Clubes Campeões em 1948, tendo sido o primeiro clube carioca a participar da Copa Rio, em 1951, competição da qual o Flu seria campeão em 1952. Em 1953 o Vasco conquistaria o Torneio Rivadavia Meyer, criado após o fim da Copa Rio, do qual o Tricolor participou, chegando a semifinal.
O Vasco foi campeão carioca de 1949 já na partida contra o Madureira em 20 de novembro, com 3 rodadas de antecedência (seria invicto), tendo o Flu terminado como vice. A partida entre os dois em 30 de outubro levou 33.378 pagantes a São Januário, com vitória vascaína por 2 a 0, no maior público do clássico antes da Era Maracanã.
A primeira vitória no Estádio do Maracanã foi do Fluminense, logo no primeiro jogo disputado, em 1 de outubro de 1950, 2 a 1 com dois gols de Silas, descontando Ipojucan para o Vasco, perante cerca de 40.000 torcedores (33.168 pagantes).
Uma multidão ficou de fora na vitória do Flu por 1 a 0, em 21 de setembro de 1952, pois a administração do Maracanã não teria mandado confeccionar ingressos suficientes. Apesar disso, foram registrados 123.059 presentes (109.325 pagantes).
No Torneio Rio-São Paulo de 1954, o Fluminense chegou à última rodada bastando vencer o Vasco (já sem chances de título) para ser campeão, pois tinha um ponto de vantagem sobre Corinthians e Palmeiras, que disputariam o Derby Paulista no Estádio do Pacaembu. Com o Maracanã recebendo 42.031 pessoas (34.131 pagantes), o segundo maior público desta edição, o Vasco fez 1 a 0 com um gol de Vavá e fechou-se atrás aguentando a pressão do Flu até o final, enquanto, em São Paulo, o Corinthians venceu o Palmeiras por 1 a 0, sagrando-se campeão.
Em 1957, o Flu tornou-se o primeiro clube carioca a vencer o Torneio Rio-São Paulo, invicto, com o Vasco vindo a ser campeão no ano seguinte, com uma derrota. Na edição de 1957 o Flu foi campeão e o Vasco vice, em competição por pontos corridos.
A primeira partida por uma competição nacional foi disputada em 1 de abril de 1967, válida pelo Torneio Roberto Gomes Pedrosa, tendo tido como resultado final o placar de 2 a 2, perante 36.526 torcedores (33.455 pagantes).
Tricolores e cruzmaltinos decidiram o Torneio Internacional de Verão do Rio de Janeiro de 1973 (que contou também com a participação de Argentinos Juniors e Doce Mel, ambas as equipes da Argentina), tendo o Fluminense vencido a final por 1 a 0, em São Januário.
Esse clássico carioca já decidiu o Campeonato Carioca quatro vezes, saindo o Fluminense campeão em 1976 e 1980, enquanto o Vasco saiu campeão em 1993 e 2003.
Em outras três vezes, os dois se classificaram para o triangular final do estadual, tendo sido o Flu campeão em 1975 e 1984, enquanto em 1972, foi campeão o Fla.
Além destas oportunidades nas quais se confrontaram diretamente pelo título, o Vasco foi campeão e o Fluminense vice em 1949, 1956 e 1970. Nas edições de 1956 e 1970 o Flu levou vantagem no confronto direto, e em 1970 chegou a vencer o Vasco por 2 a 0 na última rodada, mas já não poderia mais alcançá-lo. Já o Flu sagrou-se campeão e o Vasco vice no Torneio Extra de 1941, também sem decidirem o título diretamente.
Os dois clubes decidiram ainda o segundo turno do Campeonato Carioca de 1973, com o Fluminense sendo campeão ao vencer o Vasco por 1 a 0, o primeiro turno do Campeonato Carioca de 1980, quando houve empate por 1 a 1 no tempo normal, com o Fluminense vindo a se sagrar campeão ao vencer a disputa de pênaltis por 4 a 1, além das taças guanabaras de 1994, com vitória vascaína por 4 a 1 e 2012, com vitória tricolor por 3 a 1.
O Vasco conquistou a Copa Rio, competição estadual, em 1992 e 1993, enquanto o Flu foi campeão em 1998, na última edição em que um grande clube foi campeão. Em 1992 o Vasco foi campeão e o Fluminense vice, após dois jogos finais.
Os jogos mais importantes entre Fluminense e Vasco, foram as finais do Campeonato Brasileiro de 1984 (vitória tricolor por 1 a 0 no primeiro jogo e um empate sem gols no segundo), que deram o segundo título da competição ao Flu. No segundo foi registrado o maior público pagante entre eles — 128.781, fora os não pagantes habituais —, tendo sido esta a primeira decisão de Campeonato Brasileiro entre clubes da mesma cidade.
Em partidas eliminatórias pelo Campeonato Brasileiro, o Vasco eliminou o Fluminense nas oitavas de final do Campeonato Brasileiro de 1981 e foi eliminado pelo Tricolor nas quartas de finais do Campeonato Brasileiro de 1988.
Nos jogos válidos pela Copa Libertadores da América de 1985 estes clubes empataram duas vezes, sendo uma por 0 a 0 e outra por 3 a 3. Com relação a esta segunda partida, o Fluminense posteriormente foi declarado vencedor pela Conmebol, pois o Vasco escalou irregularmente o jogador Gersinho. O Vasco seria campeão da Libertadores em 1998, enquanto o Flu alcançaria o título na Libertadores de 2023.
Pela Copa do Brasil, o Fluminense eliminou o Vasco em 2000 e foi eliminado por ele em 2006.
Fluminense e Vasco fizeram o último clássico carioca com mais de 100.000 torcedores no Maracanã, antes de suas obras de modernização, quando 126.619 pessoas acompanharam a vitória vascaína por 3 a 0 em 21 de março de 1999.
O Clássico dos Gigantes foi o último clássico realizado no Maracanã antes do fechamento deste estádio para a realização de reformas visando a Copa das Confederações de 2013, tendo tido como resultado o empate por 2 a 2, em 22 de agosto de 2010, perante 80.080 torcedores (66.757 pagantes).
Após a realização da Copa das Confederações, Fluminense e Vasco realizaram também o primeiro clássico após a reabertura do maior estádio do Brasil, com vitória por 3 a 1 do time cruzmaltino, perante 46.860 torcedores (34.634 pagantes), em partida válida pelo Campeonato Brasileiro de 2013.

## Outras estatísticas

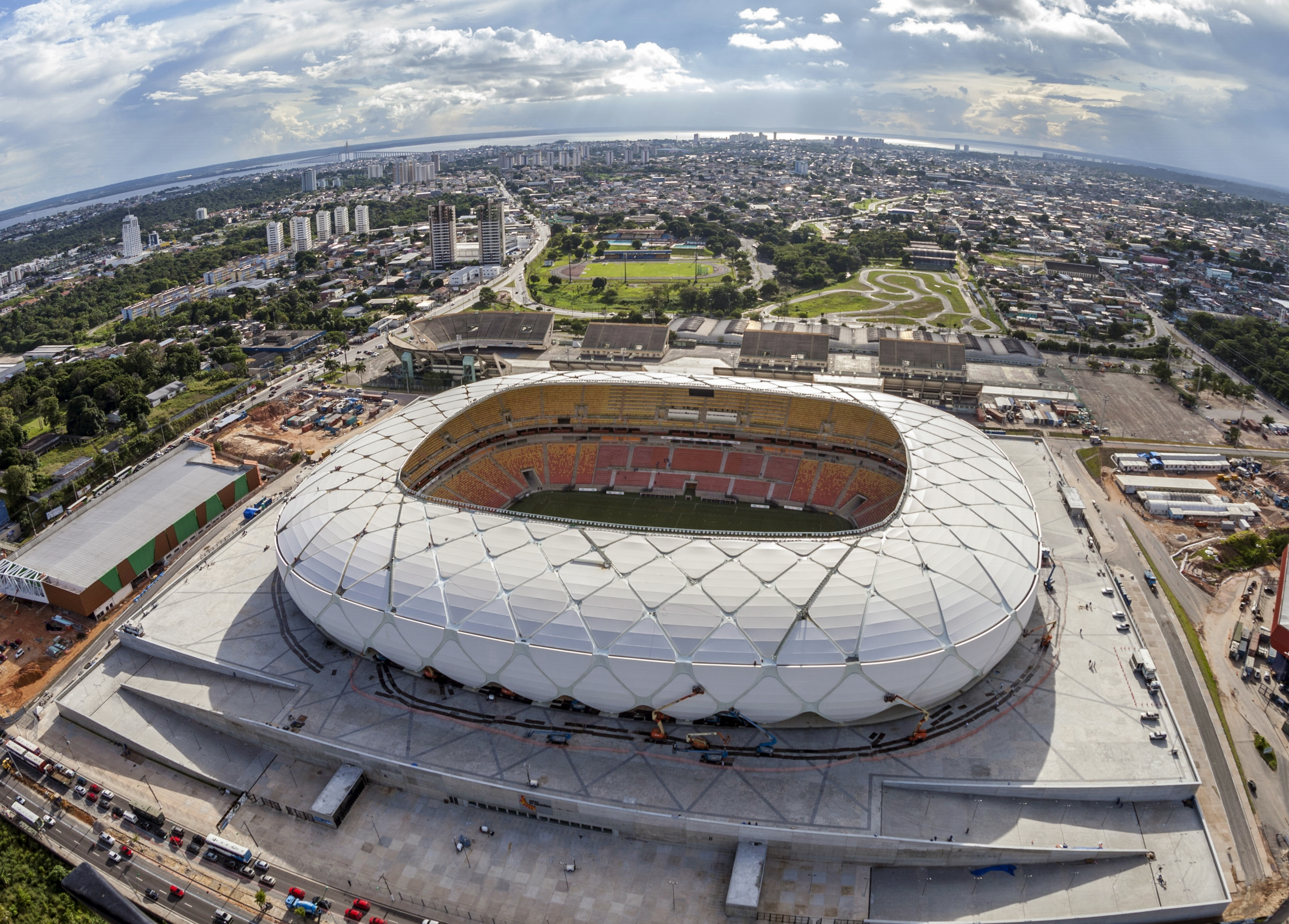
Arena da Amazônia, em Manaus

Séries
A maior série de invencibilidade é tricolor, com 13 partidas sem derrota entre 21 de abril de 1969 e 25 de julho de 1971 (8 vitórias e 5 empates), enquanto a favor do Vasco é de 10 partidas e ocorreu em três ocasiões, a primeira entre 1 de dezembro de 1991 e 10 de junho de 1993 (6 vitórias e 4 empates), a segunda entre 2 de dezembro de 2012 e 19 de julho de 2015 e a última também entre 27 de maio de 2017 e 15 de março de 2020 (as duas últimas sendo 7 vitórias e 3 empates).
A maior sequência de vitórias é tricolor, com 6 vitórias entre 8 de janeiro de 1939 e 25 de agosto de 1940, a do Vasco é de 5 vitórias entre 21 de março de 1999 e 2 de abril de 2000, enquanto a de empates é de 5 jogos entre 17 de maio de 2006 e 2 de setembro de 2007.
Goleadas
A maior goleada é vascaína, 6 a 0 em 9 de novembro de 1930, e a do Fluminense é de 6 a 2 em 11 de maio de 1941. Já a partida com mais gols foi a vitória do Fluminense por 5 a 4, em 6 de abril de 1947, na inauguração do Estádio da Rua Bariri.
Artilheiros
O maior artilheiro deste clássico é o vascaíno Roberto Dinamite, com 36 gols. Pelo lado tricolor, o maior goleador é Waldo, com 12 gols, também eles os maiores artilheiros dos dois clubes em suas histórias.
O milésimo gol do Clássico dos Gigantes foi marcado por Thiago Neves, do Fluminense, na vitória tricolor por 2 a 1, no primeiro turno do Campeonato Brasileiro de 2012.
Expulsões
A vitória tricolor por 2 a 0 em 19 de novembro de 1967 marcou o recorde de expulsões do Clássico dos Gigantes: 17 jogadores foram expulsos, e a partida, interrompida.
A partida de 2 de setembro de 1944 disputada em Laranjeiras foi interrompida por briga generalizada e concluída em 6 de setembro na Gávea, mas apenas o vascaíno Alfredo, o causador da confusão, foi expulso. Na Gávea o Fluminense teve um gol anulado e se manteve o resultado do primeiro tempo em Laranjeiras: Fluminense 2 a 1.
Principais competições
Pelo Campeonato Brasileiro Unificado foram 68 jogos, com 24 vitórias do Vasco, 18 do Fluminense e 26 empates, 90 gols a favor do Vasco e 81 gols a favor do Fluminense. Fluminense e Vasco jogaram entre si em todas as suas conquistas do Campeonato Brasileiro.
Pela Copa do Brasil foram 4 jogos, com 1 vitória do Vasco e 3 empates, 5 gols a favor do Vasco e 4 a favor do Fluminense.
Pelo Campeonato Carioca somam 226 jogos, com 81 vitórias do Fluminense, 80 do Vasco e 65 empates, 313 gols a favor do Fluminense e 298 gols a favor do Vasco.
Pelo Torneio Rio-São Paulo foram 24 jogos, com 11 vitórias do Vasco, 9 do Fluminense e 4 empates, 44 gols para o Vasco e 40 para o Fluminense.
Principais estádios
O Estádio do Maracanã foi o mais utilizado, onde recebeu 248 partidas, sendo 91 vitórias do Vasco, 79 do Fluminense e 88 empates, 335 gols a favor do Vasco e 318 a favor do Fluminense.
O Estádio de São Januário recebeu 49 partidas, com 24 vitórias do Vasco, 14 do Fluminense e 11 empates, 88 gols a favor do Vasco e 61 a favor do Fluminense.
O Estádio de Laranjeiras recebeu 44 partidas, com 21 vitórias do Fluminense, 17 do Vasco e 6 empates, 83 gols a favor do Fluminense e 72 a favor do Vasco.
O Estádio de General Severiano recebeu 12 partidas, com 4 vitórias do Fluminense, 4 do Vasco e 4 empates, 19 gols a favor do Fluminense e 17 a favor do Vasco.
O Estádio Olímpico Nilton Santos recebeu 17 partidas, com 7 vitórias do Vasco, 6 do Fluminense e 4 empates, 21 gols a favor do Fluminense e 20 a favor do Vasco.
Cidades
Os jogos do Clássico dos Gigantes foram realizados em 10 cidades de 5 estados diferentes: Rio de Janeiro, Arraial do Cabo, Niterói, São Francisco de Itabapoana, Teresópolis, Volta Redonda (todas no Rio de Janeiro), Brasília (Distrito Federal), Florianópolis (Santa Catarina), Juiz de Fora (Minas Gerais) e Manaus (Amazonas). Algumas fontes, como o site NetVasco e a revista Placar - Os grandes clássicos, editada em maio de 2005, não apontam as partidas de Teresópolis e São Francisco de Itabapoana em suas relações de jogos, possivelmente as classificando como restritivas.
A partida de Teresópolis, que inaugurava o estádio local, não foi disputada pelas equipes principais, assim como a de São Francisco de Itabapoana.

## Finais Diretas
Torneio Início de 1931: Vasco campeão.
Torneio Municipal de 1946: Vasco campeão.
Torneio Municipal de 1948: Fluminense campeão.
Torneio Internacional de Verão de 1973: Fluminense campeão.
Segundo Turno do Campeonato Carioca de 1973: Fluminense campeão.
Campeonato Carioca de 1976: Fluminense campeão.
Primeiro Turno do Campeonato Carioca de 1980: Fluminense campeão.
Campeonato Carioca de 1980: Fluminense campeão.
Campeonato Brasileiro de 1984: Fluminense campeão.
Copa Rio de 1992: Vasco campeão.
Campeonato Carioca de 1993: Vasco campeão.
Taça Guanabara de 1994: Vasco campeão.
Campeonato Carioca de 2003: Vasco campeão.
Taça Rio de 2004: Vasco campeão.
Taça Guanabara de 2012: Fluminense campeão.
Taça Guanabara de 2019: Vasco campeão.

## Jogos importantes
Campeonato Carioca de 1972:
Fluminense, Vasco e Flamengo, que acabaria campeão, compuseram a fase decisiva deste campeonato. Fluminense 2x0 Vasco (Flamengo campeão).
Campeonato Carioca de 1975:
Vasco, Botafogo e Fluminense, que acabaria campeão, compuseram a fase decisiva deste campeonato. Fluminense 4x1 Vasco (Fluminense campeão).
Campeonato Carioca de 1984:
Vasco, Flamengo e Fluminense, que acabaria campeão, compuseram a fase decisiva deste campeonato. Fluminense 2x0 Vasco (Fluminense campeão).
Taça Rio de 1988:
Segundo turno do Campeonato Carioca de 1988. O primeiro colocado desse turno foi o campeão da Taça Rio. Última partida do turno. Vasco 2x1 Fluminense (Vasco campeão).
Campeonato Carioca de 1994:
Botafogo, Flamengo, Fluminense e Vasco, que acabaria campeão, compuseram a fase decisiva deste campeonato. Vasco 2x0 Fluminense (Vasco campeão).
Taça Guanabara de 2016:
O grupo C do Campeonato Carioca de 2016 teve como seu primeiro colocado o campeão da Taça Guanabara. Último jogo do grupo. Vasco 1x0 Fluminense (Vasco campeão).

## Outros grandes momentos
Além das oportunidades acima nas quais se confrontaram diretamente pelos títulos de campeões, os clubes foram campeões com o outro vice, nas seguintes ocasiões:
Fluminense campeão, Vasco vice
Torneio Extra de 1941.
Torneio Rio-São Paulo de 1957.
Segundo Turno do Campeonato Carioca de 1972.
Taça Guanabara 2023.
Vasco campeão, Fluminense vice
Campeonato Carioca de 1949.
Campeonato Carioca de 1956.
Campeonato Carioca de 1970.
Torneio Municipal de 1945.
Taça Rio de 1984.
Taça Rio de 1998.
Taça Rio de 2003.

## Competições daConmebol
Copa Libertadores da América de 1985: Dois empates em campo, com o Flu vindo a ser declarado vencedor do segundo deles posteriormente pela Conmebol, por conta do Vasco ter escalado irregularmente o jogador Gersinho.

## Demais jogos eliminatórios
Campeonato Brasileiro de 1981: Vasco elimina o Fluminense nas oitavas de finais.
Campeonato Brasileiro de 1988: Fluminense elimina o Vasco nas quartas de finais.
Campeonato Carioca de 1990: Vasco elimina o Fluminense nas semifinais.
Copa do Brasil de 2000: Fluminense elimina o Vasco nas oitavas de finais.
Taça Rio de 2005: Fluminense elimina o Vasco nas semifinais.
Copa do Brasil de 2006: Vasco elimina o Fluminense nas semifinais.
Taça Rio de 2008: Fluminense elimina o Vasco nas semifinais.
Taça Guanabara de 2010: Vasco elimina o Fluminense nas semifinais.
Taça Guanabara de 2013: Vasco elimina o Fluminense nas semifinais.
Campeonato Carioca de 2014: Vasco elimina o Fluminense nas semifinais.
Campeonato Carioca de 2017: Fluminense elimina o Vasco nas semifinais.
Campeonato Carioca de 2018: Vasco elimina o Fluminense nas semifinais.

## Maiores públicos
Aonde não consta informações sobre públicos pagante e presente, a referência é apenas aos pagantes, o que indica que pelo menos 17 Clássicos dos Gigantes devem ter dado públicos presentes superiores a 100.000 torcedores, jogos no Maracanã.

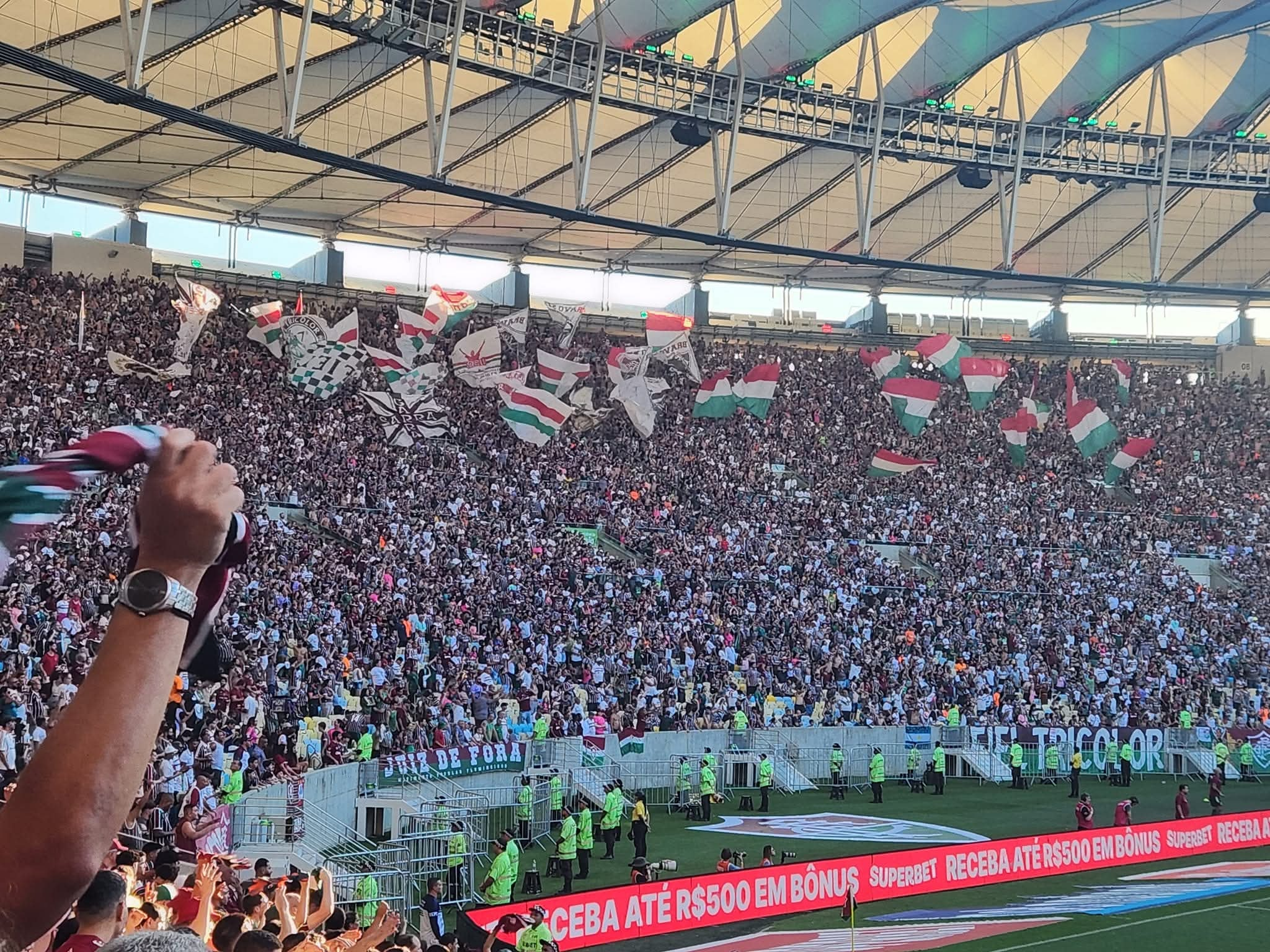
Festa da torcida do Fluminense no Maracanã.

1. Festa da torcida do Fluminense no Maracanã.Fluminense 0–0 Vasco, 128.781, 27 de maio de 1984, Campeonato Brasileiro.
2. Fluminense 2–2 Vasco, 127.123, 29 de agosto de 1976, Campeonato Carioca.

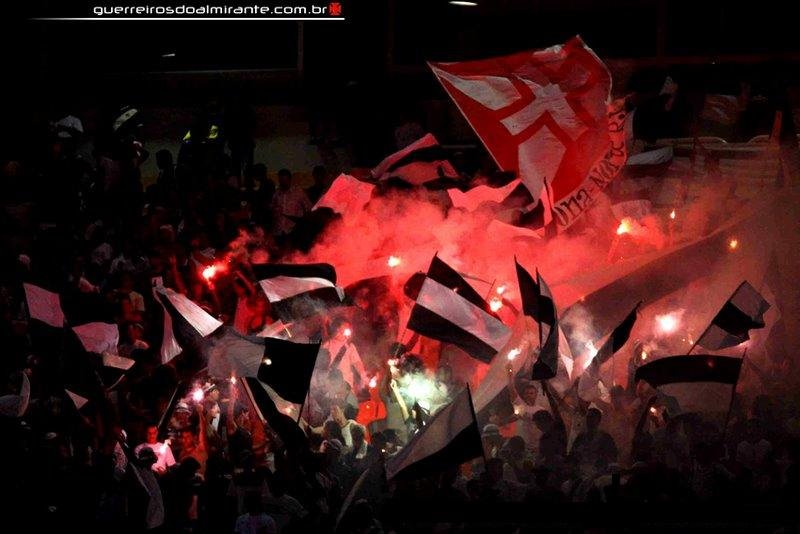
Festa da torcida do Vasco da Gama.

3. Festa da torcida do Vasco da Gama.Fluminense 1–0 Vasco, 127.052, 3 de outubro de 1976, Campeonato Carioca.
4. Fluminense 0–3 Vasco, 126.619, 21 de março de 1999, Campeonato Carioca (105.500 pagantes).
5. Fluminense 1–0 Vasco, 123.059, 21 de setembro de 1952, Campeonato Carioca (109.325 pagantes).
6. Fluminense 1–0 Vasco, 108.957, 30 de novembro de 1980, Campeonato Carioca.
7. Fluminense 2–2 Vasco, 106.359, 6 de setembro de 1953, Campeonato Carioca (86.308 pagantes).
8. Fluminense 2–2 Vasco, 103.080, 13 de janeiro de 1953, Campeonato Carioca (78.723 pagantes).
9. Fluminense 1–0 Vasco, 101.363, 25 de julho de 1973, Campeonato Carioca.
10. Fluminense 1–1 Vasco, 101.199, 26 de outubro de 1980, Campeonato Carioca.
11. Fluminense 2–1 Vasco, 100.275, 15 de novembro de 1953, Campeonato Carioca (86.917 pagantes).
12. Fluminense 0–0 Vasco, 98.146, 21 de abril de 1976, Campeonato Carioca.
13. Fluminense 2–1 Vasco, 98.006, 21 de abril de 1969, Campeonato Carioca.
14. Fluminense 0–1 Vasco, 96.047, 8 de maio de 1977, Campeonato Carioca.
15. Fluminense 2–0 Vasco, 94.123, 9 de dezembro de 1984, Campeonato Carioca.
16. Fluminense 2–0 Vasco, 89.697, 20 de setembro de 1970, Campeonato Carioca.
17. Fluminense 0–2 Vasco, 89.368, 25 de setembro de 1977, Campeonato Carioca.
18. Fluminense 0–0 Vasco, 87.366, 18 de novembro de 1956, Campeonato Carioca (69.095 pagantes).
19. Fluminense 2–4 Vasco, 87.019, 9 de setembro de 1951, Campeonato Carioca (76.561 pagantes).
20. Fluminense 1–1 Vasco, 80.473, 11 de maio de 1980, Campeonato Brasileiro.
21. Fluminense 2–2 Vasco, 80.080, 22 de agosto de 2010, Campeonato Brasileiro (66.757 pagantes).

Pelo menos os jogos com públicos presentes desconhecidos nos dias atuais de 6 de dezembro de 1964 (69.639 pags.), 21 de março de 1971 (69.424 pags.), 8 de setembro de 1974 (72.368 pags.), 27 de julho de 1975 (72.466 pags.), 10 de agosto de 1975 (79.764 pags.), 13 de abril de 1986 (71.042 pags.), 1 de fevereiro de 1989 (75.157 pags.) e 16 de junho de 1993 (79.940 pags.), poderiam constar nesta lista, que relaciona os públicos acima de 80.000 presentes, considerando como parâmetro o público pagante de 66.757, o menor da lista a atingir 80.000 presentes, embora outros eventualmente possam ter atingido esse número de espectadores.
Por décadas
1951/1960: 6.
1961/1970: 2.
1971/1980: 9.
1981/1990: 2.
1991/2000: 1.
2001/2010: 1.
Maior público no século XXI
Fluminense 2–2 Vasco, 80.080, 22 de agosto de 2010, Campeonato Brasileiro (66.757 pagantes).
Maior público na Arena Maracanã (pós 2013)
Fluminense 2–0 Vasco, 57.631, 12 de fevereiro de 2023, Campeonato Carioca (54.180  pagantes).
Maior público no Estádio Olímpico Nilton Santos
Fluminense 3–1 Vasco, 36.374, 26 de fevereiro de 2012, Campeonato Carioca (31.276 pagantes).
Maior público fora do Estado do Rio de Janeiro
Fluminense 0–1 Vasco, 32.061, 17 de abril de 2016, Arena da Amazônia-AM, Campeonato Carioca (28.191 pagantes).
Maiores públicos antes da Era Maracanã (1923/1949)
Em ordem cronológica, por estádio, não incluindo os sócios dos clubes, que não pagavam ingressos.
No Estádio das Laranjeiras: Fluminense 1–1 Vasco, 22.476, 17 de maio de 1925, Campeonato Carioca.
No Estádio de General Severiano: Fluminense 2–1 Vasco, 25.436, 23 de abril de 1939, Campeonato Carioca.
No Estádio da Gávea: Fluminense 0–0 Vasco, 18.340, 9 de junho de 1946, Torneio Municipal.
No Estádio de São Januário: Vasco 2–0 Fluminense, 33.378, 30 de outubro de 1949, Campeonato Carioca.

## Títulos
Sobre os títulos dos 4 grandes do futebol carioca, ver Os quatro grandes do Rio de Janeiro.